# Campylopus circinatus
Campylopus circinatus är en bladmossart som beskrevs av G. Frahm 1998. Campylopus circinatus ingår i släktet nervmossor, och familjen Dicranaceae. Inga underarter finns listade i Catalogue of Life.